# Remus Dănălache
Remus Cristian Dănălache (n. 14 ianuarie 1984, Brașov, România) este un jucător român de fotbal care evoluează la CSU Voința Sibiu, pe postul de portar.